# Fred Again
Fred Again, pseudonimo di Fred John Philip Gibson (Londra, 19 luglio 1993), è un cantautore, paroliere, produttore discografico disc jockey britannico.
Nel corso della sua carriera ha pubblicato tre album e vinto due Grammy Awards, rispettivamente nelle categorie miglior album dance/elettronico e miglior registrazione dance/elettronica. Come autore ha lavorato per artisti del calibro di Ed Sheeran, Justin Bieber, Clean Bandit, Demi Lovato, Shawn Mendes, Halsey, George Ezra, Rita Ora, Jess Glynne, Ellie Goulding, Little Mix, Stormzy e BTS.

## Biografia
Dopo aver esordito come componente di un gruppo a cappella, a partire dal 2014 Gibson assume lo pseudonimo di Fred Again e inizia a lavorare come autore e produttore per altri artisti. Dopo aver lavorato ad un gran numero di canzoni con Brian Eno e Karl Hyde, che si avvalgono di Gibson come musicista, co-autore e co-produttore dei loro album collaborativi Someday World e High Life, a partire dal 2015 inizia a lavorare per altri artisti come Ellie Goulding, Roots Manuva, Charli XCX, Stefflon Don, Little Mix e M.O.
Nel 2017 è tra gli autori di Breathe, singolo di successo del DJ Jax Jones in collaborazione con Ina Wroldsen. Negli anni successivi lavora con artisti come Shawn Mendes, George Ezra, Rita Ora, BTS e Demi Lovato, scrivendo anche singoli di successo come Shotgun di Ezra, Solo dei Clean Bandit con Lovato, Let You Love Me di Ora e Make It Right dei BTS. Nel 2019 collabora con Ed Sheeran per il suo album di collaborazioni No.6 Collaborations Project, prendendo parte alla scrittura di quasi tutti i brani inclusi nel progetto, inclusi i singoli I Don't Care, South of the Border, Beautiful People, Antisocial e Take Me Back to London.
Entrato in contatto con artisti come Stormzy proprio grazie all'album collaborativo di Sheeran, sempre nel 2019 Fred Again ha modo per scrivere ulteriori brani per il rapper, tra cui il singolo di Stormzy con lo stesso Sheeran Own It. Contestualmente l'artista dà il via alla sua carriera di cantautore in maniera indipendente, pubblicando vari singoli, l'album Actual Life (April 14 – December 17 2020) e il mixtape collaborativo con Headie One Gang. Con quest'ultimo progetto ottiene il suo primo piazzamento nella classifica album britannica.
Nel 2020 continua a portare avanti la sua attività di autore, scrivendo singoli di successo come West Ten di Mabel e AJ Tracey e Bad Habits e Shivers di Ed Sheeran. Sempre nel 2020 vince il premio di produttore dell'anno ai BRIT Awards. Nel 2021 ottiene la sua prima top 40 nella classifica singoli britannica con il brano Marea (We've Lost Dancing). Nel 2022 pubblica il suo terzo album in studio Actual Life 3 (January 1 - September 9 2022), con cui ottiene riscontri positivi sia in termini di vendite che per quanto concerne la critica.
Nel 2023 collabora con Skrillex e Flowdan nel singolo Rumble, che raggiunge la numero 17 nella classifica britannica, oltre ad ottenere 3 nomination ai BRIT Awards. Sempre nel 2023 produce l'album di Pink Trustfall. A Giugno dello stesso anno partecipa per la prima volta al Glastonbury Festival. L'artista ottiene quattro nomine ai Grammy Awards 2024, riuscendo a trionfare nelle categorie miglior album dance/elettronico e miglior registrazione dance/elettronica rispettivamente per l'album Actual Life 3 (January 1 - September 9 2022) e il singolo Rumble.

## Discografia

### Album in studio
- 2021 – Actual Life (April 14 - December 17 2020)
- 2021 – Actual Life 2 (February 2 - October 15 2021)
- 2022 – Actual Life 3 (January 1 - September 9 2022)
- 2023 – Secret Life (con Brian Eno)
- 2024 – USB
- 2024 – Ten Days

### EP
- 2020 – Actual Life
- 2021 – Actual Life Piano EP (April 14 - December 17 2020)
- 2022 – Actual Life 2 Piano EP (February 2 - October 15 2021)
- 2023 – Actual Life 3 Piano EP (January 1 - September 9 2022)

### Mixtape
- 2020 – Gang (con Headie One)

### Singoli
- 2019 – Kyle (I Found You)
- 2020 – Charades (con Headie One)
- 2020 – Marnie (Wish I Had U)
- 2020 – Gang (con Headie One)
- 2021 – Marea (We've Lost Dancing) (feat. The Blessed Madonna)
- 2021 – Dermot (See Yourself in My Eyes)
- 2021 – Baxter (These Are My Friends) (feat. Bexter Dury)
- 2021 – Billie (Loving Arms)
- 2021 – Hannah (The Sun)
- 2021 – Faisal (evelops me)
- 2021 – Kahan (last year)
- 2021 – Tate (how i feel)
- 2022 – Lights Out (con Romy e HAAI)
- 2022 – Admit it (u dont want 2) (con I. JORDAN)
- 2022 – Jungle
- 2022 – Turn On The Lights again... (feat. Swedish House Mafia e Future)
- 2022 – Danielle (Smile on My Face)
- 2022 – Bleu (Better With Time)
- 2022 – Kammy (Like I Do)
- 2022 – Delilah (Pull Me Out of This)
- 2022 – Clara (The Night Is Dark)
- 2022 – Strong (feat. Romy)
- 2023 – Rumble (con Skrillex e Flowdan)
- 2023 – Mike (desert island duvet) (con The Streets e Dermot Kennedy)
- 2023 – Baby again.. (con Skrillex e Four Tet)
- 2023 – Adore U (con Obongjayar)
- 2023 – Ten (con Jozzy e Jim Legxacy)
- 2023 – Leavemealone (con Baby Keem)
- 2024 – Stayinit (con Lil Yachty e Overmono)
- 2024 – Places to be (con Anderson Paak e CHIKA)

## Crediti come autore e produttore
| Anno | Titolo                          | Interprete                                           |
| ---- | ------------------------------- | ---------------------------------------------------- |
| 2014 | Titian Bekh                     | Brian Eno e Karl Hyde                                |
| 2014 | Celebration                     | Brian Eno e Karl Hyde                                |
| 2014 | Brazil 3                        | Brian Eno e Karl Hyde                                |
| 2014 | Big Band Sound                  | Brian Eno e Karl Hyde                                |
| 2014 | To Us All                       | Brian Eno e Karl Hyde                                |
| 2014 | When I Built This World         | Brian Eno e Karl Hyde                                |
| 2014 | Who Rings the Bell              | Brian Eno e Karl Hyde                                |
| 2014 | Mother of a Dog                 | Brian Eno e Karl Hyde                                |
| 2014 | Strip It Down                   | Brian Eno e Karl Hyde                                |
| 2014 | Witness                         | Brian Eno e Karl Hyde                                |
| 2014 | A Man Wakes Up                  | Brian Eno e Karl Hyde                                |
| 2014 | Daddy's Car                     | Brian Eno e Karl Hyde                                |
| 2014 | The Satellities                 | Brian Eno e Karl Hyde                                |
| 2014 | Cells & Bells                   | Brian Eno e Karl Hyde                                |
| 2014 | On a Grey Day                   | Brian Eno e Karl Hyde                                |
| 2014 | Time to Waste It                | Brian Eno e Karl Hyde                                |
| 2014 | DBF                             | Brian Eno e Karl Hyde                                |
| 2014 | Moulded Life                    | Brian Eno e Karl Hyde                                |
| 2014 | Lilac                           | Brian Eno e Karl Hyde                                |
| 2014 | Sit Down, Slow Down and Breathe | Brian Eno e Karl Hyde                                |
| 2014 | Return                          | Brian Eno e Karl Hyde                                |
| 2015 | Hard Bastards                   | Roots Manuva                                         |
| 2015 | Don't Breathe Out               | Roots Manuva                                         |
| 2015 | Cargo                           | Roots Manuva                                         |
| 2015 | Stepping Hard                   | Roots Manuva                                         |
| 2015 | Me Up!                          | Roots Manuva                                         |
| 2015 | I Know Your Face                | Roots Manuva                                         |
| 2015 | Fighting For?                   | Roots Manuva                                         |
| 2015 | Knee Jerk                       | Roots Manuva                                         |
| 2015 | Around You                      | Ellie Goulding                                       |
| 2015 | We Can't Move to This           | Ellie Goulding                                       |
| 2016 | After the Afterparty            | Charli XCX feat. Lil Yachty                          |
| 2016 | Not in Love                     | M.O feat. Kent Jones                                 |
| 2016 | Who Do You Think of?            | M.O                                                  |
| 2016 | Dem Neva Warm Ya                | Stefflon Don                                         |
| 2016 | 16 Shots                        | Stefflon Don                                         |
| 2017 | Lemme at Em                     | Abra Cadabra feat. Burna Boy e Jelani Blackman       |
| 2017 | Is Your Love Enough?            | Little Mix                                           |
| 2017 | Breathe                         | Jax Jones feat. Ina Wroldsen                         |
| 2018 | Yard & Chill                    | Mr Eazi                                              |
| 2018 | Property                        | Mr Eazi feat. Mo-T                                   |
| 2018 | She Loves Me                    | Mr Eazi feat. Chronixx                               |
| 2018 | Fallin All in You               | Shawn Mendes                                         |
| 2018 | Run Run                         | Ray BLK                                              |
| 2018 | Heaven's Gate                   | Burna Boy feat. Lily Allen                           |
| 2018 | Shotgun                         | George Ezra                                          |
| 2018 | Solo                            | Clean Bandit feat. Demi Lovato                       |
| 2018 | Let You Love Me                 | Rita Ora                                             |
| 2018 | Rollin                          | Jess Glynne                                          |
| 2018 | Stand Down                      | Octavian                                             |
| 2019 | I Don't Care                    | Ed Sheeran feat. Justin Bieber                       |
| 2019 | Cross Me                        | Ed Sheeran feat. Chance the Rapper e PnB Rock        |
| 2019 | Beautiful People                | Ed Sheeran feat. Khalid                              |
| 2019 | Antisocial                      | Ed Sheeran feat. Travis Scott                        |
| 2019 | South of the Border             | Ed Sheeran feat. Camila Cabello e Cardi B            |
| 2019 | Take Me Back to London          | Ed Sheeran feat. Stormzy                             |
| 2019 | Remember the Name               | Ed Sheeran feat. Eminem e 50 Cent                    |
| 2019 | Feels                           | Ed Sheeran feat. Young Thug e J Hus                  |
| 2019 | Put It All on Me                | Ed Sheeran feat. Ella Mai                            |
| 2019 | Nothing on You                  | Ed Sheeran feat. Paulo Londra e Dave                 |
| 2019 | 1000 Nights                     | Ed Sheeran feat. Meek Mill e A Boogie with da Hoodie |
| 2019 | Better Man                      | Wetlife                                              |
| 2019 | Sixteen                         | Ellie Goulding                                       |
| 2019 | Make It Right                   | BTS                                                  |
| 2019 | So High                         | Mist feat. Freedo                                    |
| 2019 | Big Michael                     | Stormzy                                              |
| 2019 | Pop Boy                         | Stormzy feat. Aitch                                  |
| 2019 | Own It                          | Stormzy feat. Ed Sheeran e Burna Boy                 |
| 2020 | Those Kinda Nights              | Eminem feat. Ed Sheeran                              |
| 2020 | West Ten                        | Mabel feat. AJ Tracey                                |
| 2020 | Afterglow                       | Ed Sheeran                                           |
| 2020 | Lifetime                        | Romy                                                 |
| 2020 | Still Learning                  | Halsey                                               |
| 2021 | Bad Habits                      | Ed Sheeran                                           |
| 2021 | Shivers                         | Ed Sheeran                                           |
|      | Overpass Graffiti               | Ed Sheeran                                           |
|      | The Joker and the Queen         | Ed Sheeran                                           |
| 2022 | Calling On                      | Swedish House Mafia                                  |
| 2023 | Trustfall                       | P!nk                                                 |